# 周岁
週歲（又稱實歲、足歲），嬰兒出生滿一年。是相对虚岁而言的一种计算年齡的方法，也是现代社会廣泛採用的方法。
計算方式為婴儿出生时记为零岁，以后每过一个公历（古代東亞地區為農曆）的生日週年便增加一岁，是现代社会计算年龄最标准的方法。
古人在计算年龄时，采用虚岁和周岁的情况都有，有时在同一个时代还会采用不同的计算方法，比如，三国和魏晋时期的人物，有的采用虚岁计龄，还有的采用周岁计龄。在《三國志·蜀书·谯周传》中，对人物的年龄采用了周岁计算法，更为凑巧的是，在该传里面，我们看到了《三国志》的作者陈寿与他老师谯周的对话，并且这段对话中刚好提到了孔子的年龄问题。该传的最后一段有写“（泰始）五年，予尝为本郡中正，清定事讫，求休还家，往与（谯）周别。周语予曰：‘昔孔子七十二、刘向、扬雄七十一而没，今吾年过七十，庶慕孔子遗风，可与刘、扬同轨，恐不出后岁，必便长逝，不复相见矣。’” 根据孔子的生卒年（前551—前479）、刘向的生卒年（前77—前6）和扬雄的生卒年（前53—后18）可知，谯周对孔子、刘向和扬雄年龄的计算都是采用周岁的（出生时记为一岁）。

### 出處
1. ↑  參見. 中華民國教育部：教育部重編國語辭典修訂本.   [2012-08-21]. （原始内容存档于2020-06-20）.